# Bollösund

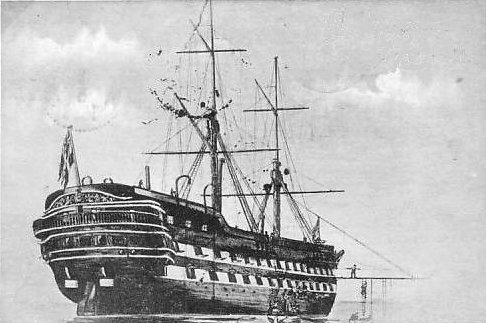
i Bollösund ca 1893.

Bollösund är ett sund i Blekinge skärgård i Blekinge län mellan öarna Hasslö, Bollö och Aspö.
Fartyget Sprengtporten sänktes i sundet 1810. Hela sundet är spärrat av försänkningar.